# Liste von Boxturnieren
Diese Liste von Boxturnieren bietet eine Übersicht über globale, interkontinentale sowie kontinentale und nationale Amateurboxturniere.

## Global
- Olympische Spiele
- Weltmeisterschaften
- Weltcups
- World University Boxing Championships
- Tammer-Turnier
- Feliks Stamm Tournament
- Ahmet Cömert Tournament
- Chemiepokal

Jugend und Junioren 
- Olympische Jugend-Spiele
- Jugend-Weltmeisterschaften
- Junioren-Weltmeisterschaften

Nur Weiblich
- Jugend- und Junioren-Weltmeisterschaften
- Queens Cup

Ehemalige
- Canada Cup
- Gothenburg Tournament
- Stockholm Box Open Tournament
- AIBA Challenge Matches
- Goodwill Games
- World Combat Games
- Kadetten-Weltmeisterschaften

## Interkontinental
- Commonwealth Games
- Mittelmeerspiele

Ehemalige
- Arafura Games

## Kontinental
- Afrikaspiele
- Afrikameisterschaften
- Asienmeisterschaften
- Asienspiele
- Europameisterschaften
- EU-Meisterschaften
- Europaspiele
- Panamerikameisterschaften
- Panamerikanische Spiele
- Zentralamerika- und Karibikspiele
- Australische Meisterschaften

Junioren
- U22-Europameisterschaften

Ehemalige
- Nordamerikameisterschaften

## National
- Golden Gloves
- US-amerikanische Meisterschaften
- DDR-Meisterschaften
- Ostseepokal